# اسپایروس اسکوراس
اسپایروس اسکوراس (به یونانی: Σπύρος Σκούρας؛ ۲۸ مارس ۱۸۹۳ – ۱۶ اوت ۱۹۷۱) از اهالی کسب‌وکار و تهیه‌کنندگان فیلم اهل ایالات متحده آمریکا بود.